# Хургин, Пинхас
Хургин Пинхас (англ. Churgin Pinchas) ( 25 ноября 1894, Погост — 28 ноября 1957, Нью-Йорк ) — еврейский историк, педагог. Основатель и первый президент Университета имени Бар-Илана.

## Биография
Родился в местечке Погост Минской губернии в семье раввина Реувена-Ионы Хургина и Двоши Хохштейн ( дочери раввина Моше Цви Хохштейна ). В 1905 вместе с семьёй переехал в Эрец-Исраэль. В 1910 учился в иешиве в Воложине. В 1912 вернулся в Эрец-Исраэль.
В 1915 уехал в США. Получил образование в Университете Кларка и Йельском университете. Преподавал иврит в Нью-Джерси, затем в Нью-Хейвене, сотрудничал в изданиях на иврите «Га-Иври» и «Га-Торен», где публиковал исторические очерки и публицистические статьи, а также в англо-еврейской прессе и изданиях на идише.
С 1920 преподавал в Педагогическом колледже имени Исаака Эльханана ( с 1926 — декан ) в Нью-Йорке. Способствовал становлению Иешива-университета, возглавлял Комитет по еврейскому образованию, участвовал в создании ряда дневных школ с преподаванием на иврите в Нью-Йорке и других городах США.
Принимал активное участие в движении «Мизрахи». В 1945 был назначен вице-президентом организации «Мизрахи» США, а в 1949-1952 — президентом.
Был среди инициаторов и учредителей Университета имени Бар-Илана. С 1955 года жил в Израиле. В 1934–55 редактировал основанный им ежеквартальник «Хорев». Автор работ по истории периода Второго Храма.